# K'nex
K'Nex, pronunciado /kəˈnɛks/, es un juego de construcción, basado en pequeñas piezas de plástico, unibles entre sí, y que permite la construcción de diferentes objetos. Fue inventado por el estadounidense Joel Glickman e introducido por primera vez en EE. UU. en 1992. K'Nex está diseñado y producido por K'Nex Inc. de Industrias Hatfield, Pensilvania. 
K'Nex fue adquirido por la compañía Basicfun! con sede en Florida en 2018.
El sistema de construcción del juguete consta de varillas plásticas, conectores, bloques, marchas, ruedas y otros componentes, los cuales pueden ser encajados juntos para formar una variedad amplia de modelos, máquinas y estructuras arquitectónicas. K'Nex está diseñado para niños de 5 a 12 años, además de otra versión, K'Nex Kid está dirigido hacia niños más pequeños.
El juguete ha sido puesto a la venta en varias tiendas, así como sitios web en línea. K'Nex ha creado varios sets y cajas educativas que constan de piezas surtidas e incluyen instrucciones específicas para el montaje de los diferentes modelos.

## Historia

### Historia temprana
El concepto detrás de K'Nex fue originalmente concebido por Joel Glickman mientras estaba en una boda. Allí, empezó a pensar qué podía hacer con su pajita de plástico, si podría conectarla a otras pajitas. Él y su hermano Bob Glickman hablaron de la idea y crearon la compañía. El sistema de montaje original se mantuvo muy fiel a la idea de Joe Glickman: conectores y varillas básicos que podrían ser fácilmente unidos para crear diferentes construcciones. Otras partes como ruedas y poleas se incluyeron para dejar más flexibilidad en la construcción. El primer set de construcción de K'Nex fue lanzado al mercado de EE. UU. en 1993. En un principio los modelos con secciones movibles eran sencillos y sus movimientos limitados, pero pronto, la inclusión de engranajes y motores permitieron mayor variedad y movilidad a los modelos.

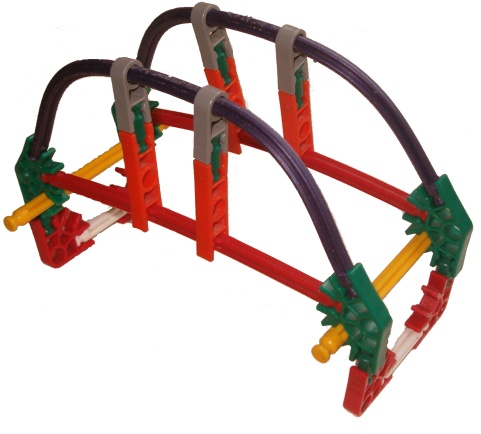
Un puente hecho de K'Nex.

K'Nex contactó con las cuatro compañías de  juguetes más grandes de la l época: Hasbro, Mattel, Lego, y Tyco Toys, y todos rechazaron a K'Nex. A raíz de aquello, Joel Glickman contactó con Toys "R" Us, y estos le animaron a producir y vender K'Nex de forma directa. El primer envío de K'Nex a Toys "R" Us se realizó en octubre de 1992.
K'Nex se distribuye actualmente en 25 países, incluyendo los Estados Unidos.

### Hoy
Hasta 2001, K'Nex no creó sets que contuvieran licencias autorizadas (como Lego hizo con Harry Potter, Star Wars, etc.), pero a menudo basó sus sets en series populares (como mech warriors y RC cars). En 2001, K'Nex rompió esta tendencia e introdujo una línea de juguetes basados en la marca registrada BattleTech/MechWarrior, y más tarde en 2006 lanzó el OCC (Motocicleta Chopper de Orange County, Ca) y un set de Barrio Sésamo en 2008. En 2010, K'Nex creó unos sets basados en la gira mundial del famoso camión monstruo, Monster Jam. Los vehículos reproducidos en los sets eran la Excavadora Grave, Destrucción Máxima, Monstruo Mutt, Trueno Azul, Avenger, El Toro Loco, La Leyenda de la Excavadora Grave, Excavadora Grape-Son, Avance Car, Monstruo Mutt Dalmatian, Air Force Afterburner, Mohawk Warrior y la maldición de El Capitán (que nunca fue reproducido en la medida estándar). Los camiones fueron creados en medida estándar, diseño que incluía una figura de piloto (la mayoría eran caricaturas de los reales); o mini, los cuales se vendían en parejas; y ambos diseños contaban con suspensión incorporada. Las cajas triangulares en las que eran vendidos también podían ser utilizadas como rampas para el juego. La línea estuvo en venta hasta 2013. En 2011, K'Nex creó los sets de Mario Kart Wii, que incluían karts y pistas, y a los enemigos de la serie como Facturas de Bala, Chomps, Goombas, y muchos otros. Este conjunto incluía a Mario, Luigi, Bowser, y Yoshi como los pilotos. Otras autorizaciones de marcas registradas que K'Nex ha emitido en los años recientes incluyen Lincoln Registros, Tinkerto, Angry Birds Kiss, Los Beatles, y Monster Jam.
En 2018, K'Nex fue adquirida por Basicfun!, una compañía de juguetes de Florida.

## Piezas
En el set básico de K'Nex las piezas utilizadas para hacer los modelos incluyen varillas, conectores, y bloques. En K'Nex Basic las piezas están hechas de plástico de polyoxymethylene.
- Las varillas tienen una amplia gama de longitudes. La varilla más corta no deja movimiento alguno entre piezas. Cuando se tiene en cuenta la longitud adicional de los conectores, la relación entre las longitudes sucesivas de las varillas es √2.[12] Esto simplifica la construcción de triángulos isósceles de ángulos rectos que proporcionan resistencia estructural en los modelos. En la mayoría de sets las varillas son solo ligeramente flexibles, pero hay versiones extra rígidas y otras más largas muy flexibles.[13]
- Los conectores también tienen una amplia gama de tipos, cada uno de ellos con un número diferente de ranuras para enlazar varias varillas juntas a la vez en diferentes direcciones y posiciones. La primera manera es insertar el extremo de una varilla en una ranura del conector, donde queda encajada firmemente en su sitio. Las varillas se conectan en ángulos que son múltiplos de 45 grados. El segundo método es encajar la varilla en una de las ranuras de los conectores de modo perpendicular al primer método. Las varillas quedan fijas y no rotan sin una fuerza deliberada. La tercera manera es introducir la varilla a través de un orificio del conector donde puede deslizarse y rotar libremente.
- Los bloques que se añadieron en 2008 como parte del 15º aniversario de la marca, tienen agujeros donde las varillas pueden ser insertadas, siendo estos y sus encajes similares a los de Lego y otras marcas compatibles.

- Existen muchas otras piezas, como ruedas, poleas, y otras máquinas sencillas. Hay también varios motores para proporcionar movimiento a los modelos.[14]

## Uso

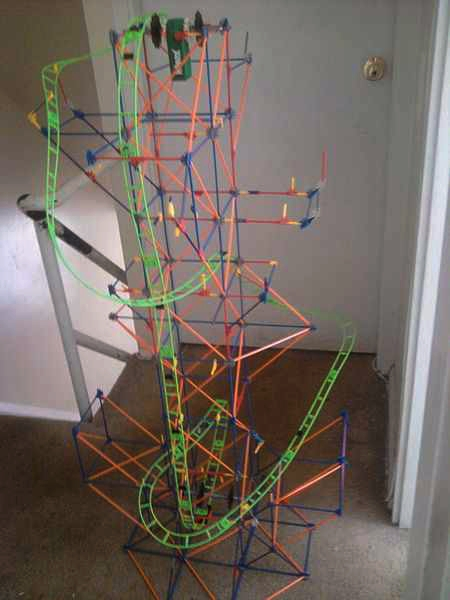
Un montaña rusa hecha con K'Nex.

Con K'Nex se puede construir innumerables creaciones ya que incluye muchas piezas diferentes que pueden ser encajadas en direcciones y ángulos diversos. Se pueden construir desde vacas en miniatura, hasta norias, montañas rusas y otros muchos objetos y conceptos, en varios tamaños, porque en K'Nex las piezas están hechas de un plástico fuerte y conectable, y sus construcciones son normalmente bastante estables.
Muchos sets han incluido servo-motores eléctricos y ruedas para realizar diferentes modelos. Incluso bicicletas reales (completadas con ruedas de bicicleta) han sido construidas con K'Nex.

### Productos educativos
Mientras K'Nex tiene sets de construcción educativos, la compañía también tiene una línea de productos que ha sido diseñada para su uso en el aula. Esto incluye conjuntos para crear modelos de ADN, geometría y herramientas y máquinas sencillas, entre muchos otros elementos. Estos conjuntos están especialmente diseñados para preescolares y alumnos de instituto.

## Modelos de exhibición y exposiciones
La Asociación de Ingeniería e Informática de la Universidad de Concordia (ECA) ha creado modelos de un transbordador espacial, la Torre Willis, la Torre Eiffel, el Habitat 67 y laberintos con K'Nex. El Centro Marshall de vuelos espaciales de EE. UU. batió un récord mundial del Libro Guinness para el “Mundo más grande hecho con piezas de K'Nex” y también tiene un enorme transbordador espacial y un cohete en su tienda de regalo en Huntsville, Alabama. El Récord Guinness Mundial de “Escultura más grande de K'Nex” fue batido en 2014 por un equipo del Reino Unido con una réplica del coche supersónico BLOODHOUND 1000 mph, de 13,38 metros de largo. K'Nex también tiene una exposición ambulante, K'Nex: Paseos de Emoción de la Complexión, para visitas escolares y a museos a través del país.

## Juego de ordenador
Un juego de ordenador, K'Nex: The Lost Mines, fue creado en 1998 por EAI para Windows 95.